# Jacksonville Armada Football Club
Il Jacksonville Armada Football Club è una società calcistica statunitense con sede nella città di Jacksonville, in Florida, e gioca le partite casalinghe al Baseball Grounds. Dal 2018 milita nella NPSL.

## Storia
Nel maggio 2013, un imprenditore di Jacksonville Mark Frisch e l'ex giocatore della Major League Soccer Darío Sala, formano il Sunshine Soccer Group con l'intento di portare il calcio professionistico a Jacksonville. Lo sforzo è stato sostenuto da diverse partite di calcio di successo tenutesi al Jacksonville Municipal Stadium, tra cui due amichevoli internazionali. La North American Soccer League ha invitato la squadra a presentare un'offerta per una squadra di espansione 2015 a loro entro 25 luglio 2013, data della riunione del consiglio. L'offerta è stata accettata, e la NASL annunciò che il Jacksonville e l'Oklahoma City avrebbero preso parte alla stagione 2015.
Il team intende iniziare a giocare a partire dalla primavera della stagione 2015 della NASL. L'organizzazione verrà annunciata in una Sala e sarà "servita" dal direttore generale, e l'ex dirigente della NFL Europa e Jacksonville Jaguars Steve Livingstone servirà come presidente. Il 18 febbraio 2014, il team ha annunciato il suo nome sarebbe stato Jacksonville Armada FC, e che i suoi colori sarebbero stati il blu navy, il blu royal, l'oro e il bianco. In data 11 giugno 2014, il team ha annunciato di aver assunto l'ex giocatore argentino José Luis Villarreal come primo allenatore.
Dopo aver finito la prima stagione della propria storia all'undicesimo e ultimo posto, con 31 punti (frutto di otto vittorie, sette pareggi e quindici sconfitte), il 24 novembre 2015 il club annuncia che il nuovo allenatore e direttore tecnico sarà la leggenda del calcio americano Tony Meola.

## Rosa 2017
| N. |                              | Ruolo | Calciatore             |
| -- | ---------------------------- | ----- | ---------------------- |
| 1  | Stati Uniti (bandiera)       | P     | Caleb Patterson-Sewell |
| 2  | Canada (bandiera)            | D     | Drew Beckie            |
| 3  | Stati Uniti (bandiera)       | D     | Peabo De Doue          |
| 4  | Haiti (bandiera)             | D     | Mechack Jérôme         |
| 5  | Stati Uniti (bandiera)       | C     | Aaron Pitchkolan       |
| 6  | Svezia (bandiera)            | C     | Nicklas Maripuu        |
| 8  | Scozia (bandiera)            | C     | Jack Blake             |
| 9  | Trinidad e Tobago (bandiera) | A     | Jonathan Glenn         |
| 10 | Stati Uniti (bandiera)       | A     | J.C. Banks             |
| 11 | Stati Uniti (bandiera)       | C     | Jemal Johnson          |

| N. |                              | Ruolo | Calciatore         |
| -- | ---------------------------- | ----- | ------------------ |
| 12 | Stati Uniti (bandiera)       | C     | Devon Fisher       |
| 13 | Stati Uniti (bandiera)       | P     | Kyle Nasta         |
| 15 | Stati Uniti (bandiera)       | D     | Michael O’Sullivan |
| 19 | Trinidad e Tobago (bandiera) | C     | Kevan George       |
| 20 | Galles (bandiera)            | C     | Danny Barrow       |
| 22 | Stati Uniti (bandiera)       | D     | Kalen Ryden        |
| 23 | Stati Uniti (bandiera)       | C     | Zach Steinberger   |
| 25 | Colombia (bandiera)          | D     | Bryam Rebellón     |
| 27 | Stati Uniti (bandiera)       | A     | Derek Gebhard      |
| 99 | Camerun (bandiera)           | A     | Charles Eloundou   |

## Rosa 2016
| N. |                        | Ruolo | Calciatore          |
| -- | ---------------------- | ----- | ------------------- |
| 1  | Messico (bandiera)     | P     | Miguel Gallardo     |
| 2  | Stati Uniti (bandiera) | D     | Tyler Ruthven       |
| 3  | Stati Uniti (bandiera) | D     | Anthony Wallace     |
| 4  | Haiti (bandiera)       | D     | Mechack Jérôme      |
| 5  | Stati Uniti (bandiera) | D     | Beto Navarro        |
| 6  | Svezia (bandiera)      | C     | Nicklas Maripuu     |
| 7  | Stati Uniti (bandiera) | D     | Bryan Burke         |
| 8  | Finlandia (bandiera)   | C     | Pekka Lagerblom     |
| 9  | Svezia (bandiera)      | A     | Alexander Andersson |
| 10 | Guinea (bandiera)      | A     | Alhassane Keita     |
| 11 | Inghilterra (bandiera) | A     | Jemal Johnson       |
| 12 | Honduras (bandiera)    | C     | Junior Sandoval     |
| 13 | Stati Uniti (bandiera) | D     | Matt Bahner         |

| N. |                              | Ruolo | Calciatore       |
| -- | ---------------------------- | ----- | ---------------- |
| 14 | Haiti (bandiera)             | C     | Pascal Millien   |
| 16 | Argentina (bandiera)         | C     | Lucas Scaglia    |
| 17 | Colombia (bandiera)          | C     | Nicolás Perea    |
| 18 | Germania (bandiera)          | C     | Jason Plumhoff   |
| 19 | Trinidad e Tobago (bandiera) | C     | Kevan George     |
| 20 | Galles (bandiera)            | C     | Danny Barrow     |
| 21 | Stati Uniti (bandiera)       | C     | Alex Dixon       |
| 23 | Stati Uniti (bandiera)       | P     | Sean Lewis       |
| 24 | Canada (bandiera)            | A     | Chaim Roserie    |
| 27 | Stati Uniti (bandiera)       | A     | Derek Gebhard    |
| 29 | Stati Uniti (bandiera)       | D     | Patrick Otte     |
| 33 | Stati Uniti (bandiera)       | C     | Garry Lewis      |
| 99 | Camerun (bandiera)           | A     | Charles Eloundou |